# Ali Sofuoğlu
Pour les articles homonymes, voir Sofuoğlu.
Ali Sofuoğlu est un karatéka turc né le 3 juin 1995. 
Spécialiste du kata, il est médaillé de bronze aux championnats du monde 2018, médaillé d'argent aux Jeux européens de 2019, deux fois médaillé d'or aux championnats d'Europe 2021 puis à nouveau médaillé de bronze aux Jeux olympiques d'été de 2020. Il est médaillé d'or en kata individuel et par équipe aux Championnats d'Europe de karaté 2022, médaillé d'or en kata par équipe aux Championnats d'Europe de karaté 2023 à Guadalajara et médaillé d'argent en kata individuel aux Jeux européens de 2023 à Bielsko-Biała.
Aux Championnats du monde de karaté 2023 à Budapest, il est médaillé d'or en kata individuel et médaillé d'argent en kata par équipe.